# Mesotritia atractos
Mesotritia atractos är en kvalsterart som beskrevs av Wojciech Niedbała 2004. Mesotritia atractos ingår i släktet Mesotritia och familjen Oribotritiidae. Inga underarter finns listade i Catalogue of Life.